# Kinas nationaliteter
Kina erkänner officiellt att det är en multietnisk enhetlig stat och erkänner 56 olika nationaliteter eller mínzú 民族 där hankineser utgör minst 92 procent av det totala antalet.
Förutom dessa 56 nationaliteter finns det folkgrupper med tydlig kulturell och språklig identitet, men som saknar ställning som officiella nationaliteter. Störst och mest känd är hakka i sydöstra Kina (80 miljoner). De  är ättlingar till hankinesiska invandrare från norra Kina och räknas därför in under  majoritetsgruppen han.
Utlänningar som blivit kinesiska medborgare utgör ytterligare en form av inofficiell kategorisering.

## Historia
Kinas multietniska natur beror delvis på de erövringar som gjordes under Qingdynastin, vars kejsare var manchuer, en av dagens minoritetsnationaliteter. Kinesisk etnisk politik är i hög grad påverkad av den politik som fördes i Sovjetunionen och på 1950-talet genomförde kommunistpartiet ett omfattande arbete för att kartlägga de olika etniska grupperna i Kina och för att skapa skriftspråk till skriftlösa folk. Av 400 möjliga etniska grupper utvaldes 56 som officiellt erkända etniska grupper. Arbetet översågs bland annat av Li Weihan som då hade ansvar för minoritetsfrågor.

## Officiell politik
Den officiella ståndpunkten är att man inte försöker tvinga fram assimilering och man hävdar varje nationalitets rätt att utveckla sin egen kultur och sitt eget språk. Den officiella ståndpunkten är att alla nationaliteter är en del av en gemensam kinesisk nationalitet som benämns 中华民族 zhonghua minzu.
Enligt Folkrepubliken Kinas konstitution från 1982 finns det fem autonoma regioner i Kina i vilka de etniska grupperna åtnjuter långtgående autonomi även om konstitutionen utesluter möjligheten till självständighet. De autonoma regionerna är Inre Mongoliet, Xinjiang, Tibet, Ningxia och Guangxi. Förutom de autonoma regionerna finns det autonoma prefekturer och härad som lyder under respektive provinsregering.
Statens kommission för etniska ärenden, som sedan 28 april 2016 leds av Bagatur, har ansvar för minoritetspolitiken i Folkrepubliken Kina. I realiteten är det dock centralkommitténs avdelning för enhetsfronten som leder utformandet av politiken, vilken sedan 31 december 2014 leds av Sun Chunlan.

## Indelning
Även om de flesta av dessa nationaliteter kan räknas som etniska grupper sammanfaller de inte alltid med språkliga eller etniska skiljelinjer. Hui, är till exempel ett samlingsnamn på kinesisktalande muslimer, som kan ha mycket olika etniskt ursprung. Å andra sidan har hakka-folket en tydlig identitet med en egen dialekt, men anses officiellt tillhöra hankineserna.
Även om hankineser utgör den överväldigande majoriteten av Kinas totala befolkning är fördelningen av dessa mycket ojämn i landets västra regioner, där hankineserna ofta är i minoritet. Utöver det är den mycket breda termen "hankineser" så generell att många förhållandevis olika grupper som skulle kunna räkna som egna etniska gruppering buntas ihop i en stor kategori.
Graden av integration av minoriteter varierar kraftigt från grupp till grupp. Några, som tibetanerna och uigurerna, är i allmänhet mycket fientligt inställda till majoritetskulturen.
Andra grupper, som zhuang, hui och koreaner, är väl integrerade.

## Lista över Kinas nationaliteter
Här följer en lista över Kinas nationaliteter efter befolkningsstorlek:

- hankineser (汉族 : hàn zú)
- zhuang (壮族 : zhuàng zú)
- manchuer (满族 : mǎn zú)
- hui (回族 : huí zú)
- miao (苗族 : miáo zú) (hmong)
- uigurer (维吾尔族 : wéiwúěr zú)
- yi (彝族 : yí zú)
- tujia (土家族 : tǔjiā zú)
- mongoler (蒙古族 : měnggǔ zú)
- tibetaner (藏族 : zàng zú)
- buyi (布依族 : bùyī zú)
- dong (侗族 : dòng zú)
- yao (瑶族 : yáo zú)
- koreaner (朝鲜族 : cháoxiǎn zú)
- bai (白族 : bái zú)
- hanifolket (哈尼族 : hāní zú)
- li (黎族 : lí zú)
- kazaker (哈萨克族 : hāsàkè zú)
- dai (傣族 : dǎi zú, även kallade dai lue)
- she (畲族 : shē zú)
- lisu (傈僳族 : lìsù zú)
- gelao (仡佬族 : gēlǎo zú)
- lahu (拉祜族 : lāhù zú)
- dongxiang (东乡族 : dōngxiāng zú)
- wa (佤族 : wǎ zú) (Va)
- shui (水族 : shuǐ zú)
- naxi (纳西族 : nàxī zú) (inkluderar även mosuo (摩梭 : mósuō))
- qiang (羌族 : Qiāng zú)
- monguor (土族 : tǔ zú)
- sibe (锡伯族 : xíbó zú)
- mulam (仫佬族 : mùlǎo zú)
- kirgizer (柯尔克孜族 : kēěrkèzī zú)
- dagurer (达斡尔族 : dáwòěr zú)
- jingpofolket (景颇族 : jǐngpō zú)
- salar (撒拉族 : sǎlá zú)
- blang (布朗族 : bùlǎng Zú)
- maonan (毛南族 : màonán zú)
- tadzjiker (塔吉克族 : tǎjíkè zú)
- pumi (普米族 : pǔmǐ zú)
- achang (阿昌族 : Āchāng zú)
- nu (怒族 : nù zú)
- evenker (鄂温克族 : èwēnkè zú)
- vietnameser (京族 : jīng zú)
- jino (基诺族 : jīnuò zú)
- de'ang (德昂族 : déáng zú)
- uzbeker (乌孜别克族 : wūzībiékè Zú)
- ryssar (俄罗斯族 : éluōsī zú)
- yugur (裕固族 : yùgù zú)
- bonan (保安族 : Bǎoān zú)
- monpa (门巴族 : ménbā zú)
- oroqin (鄂伦春族 : Èlúnchūn zú)
- drung (独龙族 : dúlóng zú)
- tatarer (塔塔尔族 : tǎtǎěr zú)
- hezhen (赫哲族 : hèzhé zú)
- lhoba (珞巴族 : luòbā zú)
- gaoshan (高山族 : gāoshān zú) (taiwanesiska urinvånare)